# Take Me as I Am
Chansons représentant la Géorgie au Concours Eurovision de la chanson
Sul tsin iare
(2019)
Take Me as I Am est une chanson du chanteur géorgien Tornike Kipiani sortie le 2 mars 2020 en téléchargement numérique. La chanson aurait dû représenter la Géorgie au Concours Eurovision de la chanson 2020, à Rotterdam, aux Pays-Bas.

## À l’Eurovision
Take Me as I Am devait représenter la Géorgie au Concours Eurovision de la chanson 2020 après avoir sélectionnée en interne par le diffuseur géorgien GPB. Elle est présentée au public le 3 mars 2020.
La chanson aurait dû être interprétée en seizième position de l'ordre de passage de la deuxième demi-finale, le 14 mai 2020. Cependant, le 18 mars 2020, l'annulation du Concours en raison de la pandémie de Covid-19 est annoncée.